# ستيف جورمان
ستيف جورمان (بالإنجليزية: Steve Gorman)‏ هو طبال أمريكي، ولد في 17 أغسطس 1965 في مسكيغون في الولايات المتحدة.

## وصلات خارجية
- ستيف جورمان على موقع ميوزك برينز (الإنجليزية)
- ستيف جورمان على موقع أول ميوزيك (الإنجليزية)
- ستيف جورمان على موقع ديسكوغز (الإنجليزية)